# سلطة الكعيكة
سلطة الكعيكة (بالإنجليزية: Cookie salad) هي سلطة حلوة منتشرة في كل من ولاية مينيسوتا وداكوتا الشمالية في الولايات المتحدة، ومناطق أخري من وسط غرب الولايات المتحدة، تحظى بشعبية بين الأطفال وتُعد إضافة إلى موائد الأعياد والموائد المشتركة.

## طريقة التحضير
تُحضر سلطة الكعيكة من اللبن الرائب، والحلوى الشحمية بالفانيليا، والكريمة المخفوقة، واليوسفى، والأناناس المقطع، وكعيكة الخبز الهش بالفدج.كما يمكن أيضًا إضافة التوت إلى السلطة.